# Rockingham (Australië)
Rockingham is een stad in West-Australië ten zuiden van Perth. Rockingham telde volgens de census in 2021 15.312 inwoners en is de hoofdplaats van de gelijknamige lokale bestuursgebied (LGA) Rockingham.

## Geografie
De stad ligt aan de Mangelsbaai in het zuiden van de Cockburn Sound, een inham van de Indische Oceaan. Voor de kust ligt Garden Island, waar de Koninklijke Australische marine haar grootste basis heeft. Garden Island is door middel van een dam verbonden met het vasteland.

## Verkeer
Rockingham heeft een station aan de Mandurah Line en ligt aan de Highway 1, de langste autoweg ter wereld.

## Bekende personen
- Bailey Marsh (2002), darter